# Matt Hamilton
Pour les articles homonymes, voir Hamilton.
Matt Hamilton, né le 19 février 1989 à Madison, est un curleur américain.

## Carrière
Matt Hamilton remporte la médaille de bronze du Championnat du monde de curling masculin 2016 et la médaille d'or des Jeux olympiques d'hiver de 2018.